# Tom Kljun
Tom Kljun, slovenski nogometaš, * 29. januar 2004.
Kljun je profesionalni nogometaš, ki igra na položaju vezista. Od leta 2024 je član slovenskega kluba Nafta 1903. Pred tem je igral za slovenske klube Celje, Tabor Sežano in Aluminij ter italijanski Lecce. Skupno je v prvi slovenski ligi odigral več kot 50 tekem in s Celjem v sezoni 2019/20 osvojil naslov slovenskega državnega prvaka. Bil je tudi član slovenske reprezentance do 15, 16, 17, 18 in 19 let.